# Aero Club Junín

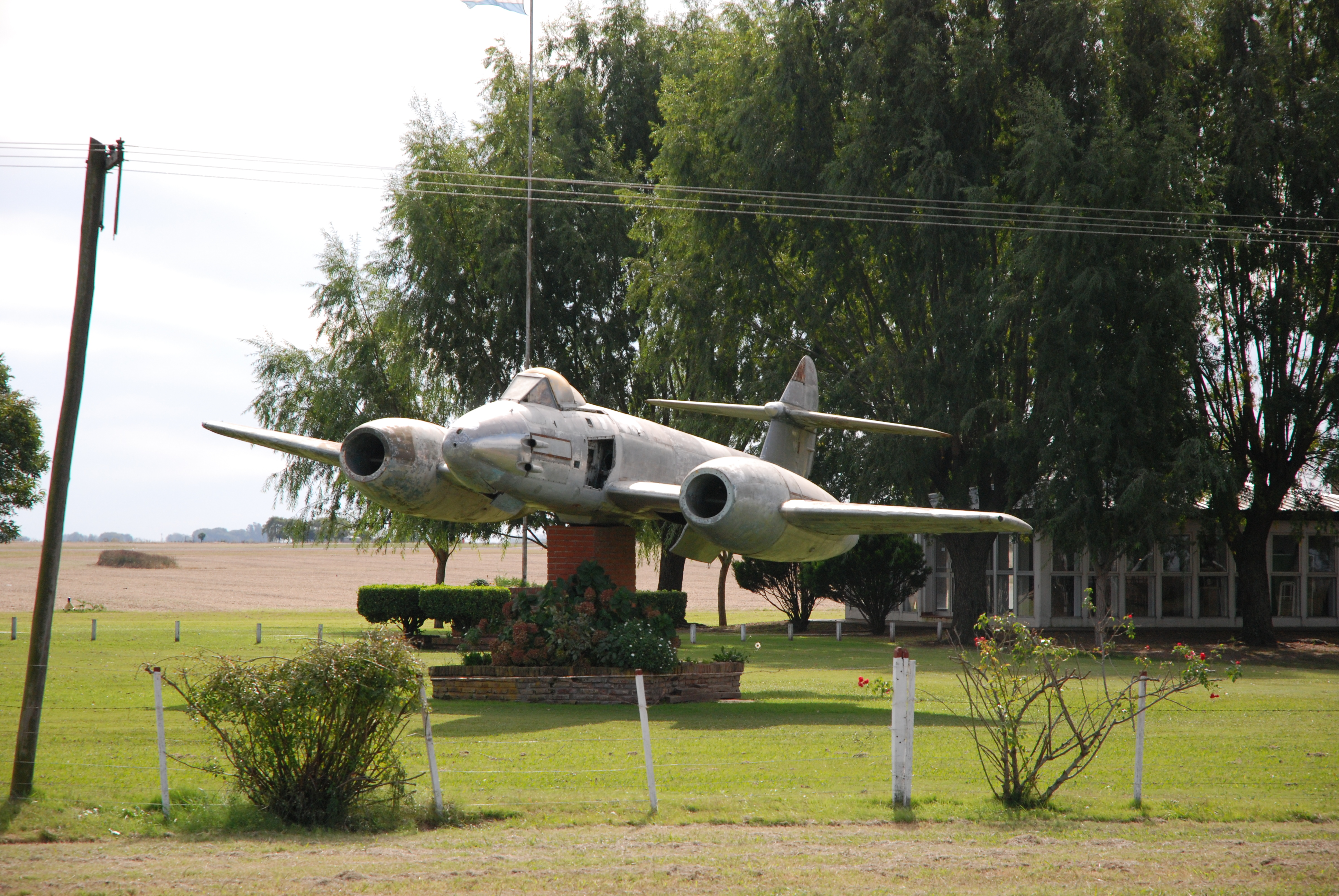
Gloster Meteor expuesto en el Aero Club de la ciudad de Junín, Argentina. Ruta nacional 188 km 155,4.

El Aero Club Junín es una entidad dedicada al vuelo deportivo con motor, con sede en la ciudad de Junín, Argentina.

## Formación
Ofrece cursos completos y entrenamiento para:
Piloto Privado de avión, Piloto Comercial, Habilitación vuelo por instrumentos, Habilitación VFR controlado y Habilitación vuelo nocturno.

## Servicios
Hangaraje. Vuelos Bautismo. Escuela de vuelo
| Aviones        | Aviones        |
| Aeronave       | Modelo         |
| -------------- | -------------- |
| Piper Aircraft | PA-38 Tomahawk |
| Piper Aircraft | PA-28 Warrior  |

## Historia
La institución es fundada en 1923 bajo la presidencia de Justo Saavedra, que conjuntamente con el vecino Cayetano Andreola donó el terreno para construir la pista.
En 1924 se inaugura el aeródromo y la escuela de vuelo, bajo la dirección del piloto Humberto Ellif.
En 1940 un grupo de jóvenes del Aero Club deciden incursionar en el vuelo sin motor, actividad novedosa en aquella época, formando el "Departamento de Vuelo sin Motor del Aero Club Junín". Poco después construyen el primer planeador, un "Grunau 9". Lo apodaron "Don José" en honor a José Di Marco, entonces presidente del Aero Club, que aportó una valiosa colaboración para que esto pudiera llevarse a cabo. La aeronave era de tipo primario, con características de vuelo elemental.  
En 1945 se realizaron los primeros vuelos de planeo en el "Don José", siendo instructor Rafael Mangini.
Una disposición de la Dirección General de Aviación Civil prohíbe el desarrollo conjunto de vuelo con y sin motor. Debido a esto, el 10 de abril de 1947 se funda el Club de Planeadores Junín, separando el volovelismo del resto de las actividades del Aero Club.

## Ubicación
Las instalaciones del Aero Club están ubicadas en el predio de Aeropuerto de Junín, en el extremo norte de la ciudad de Junín, a unos 5 km del centro comercial y administrativo.

## Accesos
Se accede muy fácil por la Avenida de Circunvalción Eva Perón, bordeando la ciudad, o bien cruzando la zona urbana y saliendo de la ciudad por la Avenida Libertad. En ambos casos se desemboca en la Ruta Nacional 188, por la cual hay que transitar un breve recorrido. En el km 156 nace el camino de acceso al aeropuerto, y en el km 155,5 se encuentra la entrada al Aero Club.